# Clare County
Das Clare County ist ein County im US-Bundesstaat Michigan. Der Verwaltungssitz (County Seat) ist Harrison. Das U.S. Census Bureau hat bei der Volkszählung 2020 eine Einwohnerzahl von 30.856 ermittelt.

## Geographie
Das County liegt etwas nördlich des geographischen Zentrums der Unteren Halbinsel von Michigan und hat eine Fläche von 1490 Quadratkilometern, wovon 22 Quadratkilometer Wasserfläche sind. Es grenzt an folgende Nachbarcountys:
| Missaukee County |                 | Roscommon County |
| Osceola County   |                 | Gladwin County   |
|                  | Isabella County |                  |

## Geschichte
Das Clare County wurde 1840 aus ehemaligen Teilen des Mackinac County gebildet. Benannt wurde es nach dem County Clare in Irland.
Im Jahr 1871 wurde eine eigene Verwaltung für das Clare County eingerichtet.
Eine Kirche und ein Wohnhaus des Countys sind im National Register of Historic Places eingetragen (Stand 23. November 2017).

## Demografische Daten

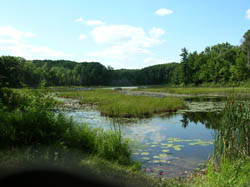
Der Ferguson Lake

Nach der Volkszählung im Jahr 2010 lebten im Clare County 30.926 Menschen in 13.145 Haushalten. Die Bevölkerungsdichte betrug 21,1 Einwohner pro Quadratkilometer. In den 13.145 Haushalten lebten statistisch je 2,34 Personen.
Ethnisch betrachtet setzte sich die Bevölkerung zusammen aus 96,8 Prozent Weißen, 0,5 Prozent Afroamerikanern, 0,7 Prozent amerikanischen Ureinwohnern, 0,3 Prozent Asiaten sowie aus anderen ethnischen Gruppen; 1,4 Prozent stammten von zwei oder mehr Ethnien ab. Unabhängig von der ethnischen Zugehörigkeit waren 1,5 Prozent der Bevölkerung spanischer oder lateinamerikanischer Abstammung.
20,9 Prozent der Bevölkerung waren unter 18 Jahre alt, 59,2 Prozent waren zwischen 18 und 64 und 19,9 Prozent waren 65 Jahre oder älter. 50,1 Prozent der Bevölkerung war weiblich.
Das jährliche Durchschnittseinkommen eines Haushalts lag bei 34.399 USD. Das Prokopfeinkommen betrug 18.491 USD. 21,9 Prozent der Einwohner lebten unterhalb der Armutsgrenze.

## Orte im Clare County
Citys
- Clare1
- Harrison

1 – teilweise im Isabella County

Village
- Farwell

Unincorporated Communitys
- Allendale
- Ash Acres
- Buck Trails
- Colonville
- Cooperton
- Dover
- Lake
- Lake George
- Leota
- Long Lake Heights
- Meredith
- Phelps
- Piney Woods
- Rainbow Bend
- Temple

## Gliederung
Das Clare County ist in 16 Townships eingeteilt:
- Arthur Township
- Franklin Township
- Freeman Township
- Frost Township
- Garfield Township
- Grant Township
- Greenwood Township
- Hamilton Township
- Hatton Township
- Hayes Township
- Lincoln Township
- Redding Township
- Sheridan Township
- Summerfield Township
- Surrey Township
- Winterfield Township